# Colin Heath (Schauspieler)
Colin Heath ist ein kanadischer Theater- und Filmschauspieler sowie Synchronsprecher.

## Leben
Von 1994 bis 1996 synchronisierte Colin Heath den Charakter Papillon in der Zeichentrickserie Hurricanes. Ende der 1990er Jahre übernahm er Episodenrollen in den Fernsehserien Police Academy und Stargate – Kommando SG-1. Seine bis dato größte Rolle hatte er 2001 im Fernsehzweiteiler Die Unicorn und der Aufstand der Elfen, in dem er den Elfen Malachi, Kapitän der Unicorn, darstellte. Im selben Jahr hatte er außerdem eine Episodenrolle in der Fernsehserie Die einsamen Schützen und eine Nebenrolle im Fernsehfilm The Overcoat inne. Eine weitere Nebenrolle als Postbote erhielt er 2003 im Fernsehfilm Ein Cousin zum Knutschen. Für die deutschsprachige Filmfassung wurde er von Santiago Ziesmer gesprochen. 2007 stellte er die Rolle des Blue Hatt in der Miniserie Tin Man, die er bereits im gleichnamigen Kurzfilm aus dem Jahr 1999 verkörpert hatte.
Heath ist in Magog wohnhaft.

## Filmografie (Auswahl)

### Schauspiel
- 1991: Black, der schwarze Blitz (The Adventures of Black Stallion, Fernsehserie, Episode 2x11)
- 1998: Police Academy (Police Academy: The Series, Fernsehserie, Episode 1x15)
- 1999: Stargate – Kommando SG-1 (Stargate SG-1, Fernsehserie, Episode 2x19)
- 1999: The Tin Man (Kurzfilm)
- 2001: Die Unicorn und der Aufstand der Elfen (Voyage of the Unicorn, Fernsehfilm)
- 2001: Die einsamen Schützen (The Lone Gunmen, Fernsehserie, Episode 1x10)
- 2001: The Overcoat (Fernsehfilm)
- 2003: Ein Cousin zum Knutschen (National Lampoon’s Thanksgiving Family Reunion, Fernsehfilm)
- 2007: Tin Man (Miniserie, 3 Episoden)

### Synchronisationen
- 1994–1996: Hurricanes (Zeichentrickserie, 7 Episoden)